# Ebo patellidens
Ebo patellidens är en spindelart som beskrevs av Levy 1977. Ebo patellidens ingår i släktet Ebo och familjen snabblöparspindlar.
Artens utbredningsområde är Israel. Inga underarter finns listade i Catalogue of Life.